# Famille de Brie-Serrant
 (janvier 2025).
La mise en forme du texte ne suit pas les recommandations de Wikipédia : il faut le « wikifier ».
Les points d'amélioration suivants sont les cas les plus fréquents. Le détail des points à revoir est peut-être précisé sur la page de discussion.
- Les titres sont pré-formatés par le logiciel. Ils ne sont ni en capitales, ni en gras.
- Le texte ne doit pas être écrit en capitales (les noms de famille non plus), ni en gras, ni en italique, ni en « petit »…
- Le gras n'est utilisé que pour surligner le titre de l'article dans l'introduction, une seule fois.
- L'italique est rarement utilisé : mots en langue étrangère, titres d'œuvres, noms de bateaux, etc.
- Les citations ne sont pas en italique mais en corps de texte normal. Elles sont entourées par des guillemets français : « et ».
- Les listes à puces sont à éviter, des paragraphes rédigés étant largement préférés. Les tableaux sont à réserver à la présentation de données structurées (résultats, etc.).
- Les appels de note de bas de page (petits chiffres en exposant, introduits par l'outil «  Source ») sont à placer entre la fin de phrase et le point final[comme ça].
- Les liens internes (vers d'autres articles de Wikipédia) sont à choisir avec parcimonie. Créez des liens vers des articles approfondissant le sujet. Les termes génériques sans rapport avec le sujet sont à éviter, ainsi que les répétitions de liens vers un même terme.
- Les liens externes sont à placer uniquement dans une section « Liens externes », à la fin de l'article. Ces liens sont à choisir avec parcimonie suivant les règles définies. Si un lien sert de source à l'article, son insertion dans le texte est à faire par les notes de bas de page.
- La présentation des références doit suivre les conventions bibliographiques. Il est recommandé d'utiliser les modèles {{Ouvrage}}, {{Chapitre}}, {{Article}}, {{Lien web}} et/ou {{Bibliographie}}. Le mode d'édition visuel peut mettre en forme automatiquement les références.
- Insérer une infobox (cadre d'informations à droite) n'est pas obligatoire pour parachever la mise en page.

Pour une aide détaillée, merci de consulter Aide:Wikification.
Si vous pensez que ces points ont été résolus, vous pouvez retirer ce bandeau et améliorer la mise en forme d'un autre article.
La famille de Brie-Serrant était une famille de la noblesse française, d'ancienne extraction, originaire de la Bretagne et de l'Anjou. Elle a formé plusieurs branches, établies principalement dans l'Anjou , le Comté de Laval et dans le Duché de Mayenne (département de la Mayenne actuel).
Les armes de la famille se blasonnent ainsi D’argent à quatre fasces de sable, au lion de gueules brochant sur le tout.

## Histoire
En 1911, Gustave Chaix d'Est-Ange introduit sa notice en mentionnant que cette famille est « une des plus brillantes de l'ancienne
noblesse chevaleresque d'Anjou ». Selon lui, elle paraît avoir été d'origine bretonne et avoir eu pour berceau la paroisse de Brie située en Ille-et-Vilaine. On trouve par exemple Guillaume de Brie dit Méchin, évêque de Rennes (1384-1386) puis évêque de Dol-de-Bretagne (1386-[1390/1391). François-Alexandre Aubert de La Chesnaye Des Bois indique un ancien Hérault d'armes de Bretagne où il est fait mention d'un Noël de Brie, Comte de Nantes, du temps de Hugues Capet.
Guillaume de Tyr mentionne Anselme de Brie parmi les chevaliers qui suivirent Foulques V d'Anjou, comte d’Anjou, lorsqu’il se rendit en Acre pour épouser Mélisende de Jérusalem et recueillir ensuite la succession de Baudouin II de Jérusalem, roi de Jérusalem.
Or, d’après Claude Ménard et Pascal Robin, Anselme de Brie appartenait aux Brie-Serrant.
Pour François-Alexandre Aubert de La Chesnaye Des Bois : « « C’est une de ces anciennes maisons, dont on ne peut fixer l’origine; on trouve un seigneur du nom de Brie, couché sur le rôle des princes et barons, qui accompagnèrent Guillaume, Duc de Normandie, à la conquête d’Angleterre. » ».

## Branches
Considérable par son ancienneté, la maison de Brie-Serrant ne l’est pas moins par ses alliances et ses illustrations. Les alliances et les possessions de cette famille sont nombreuses. Une branche, dite de la Motte-Serrant (Montflours), a donné plusieurs capitaines distingués. Le fils aîné de Ponthus de Brie, nommé Péan, s'était allié lui aussi, avant 1523, avec Jeanne de Mathefelon, principale héritière de Pierre de Mathefelon, seigneur de Lancheneil, Loiron, etc. De ce chef et par d'autres alliances, ses descendants eurent de grands biens dans le Comté de Laval et dans le Duché de Mayenne.

### Les Serrant
Dès 1111, une charte du cartulaire de l'Abbaye Saint-Serge d'Angers fait mention de la seigneurie de Serrant. A cette époque, celle-ci relevait de Chantocé. Les seigneurs de Serrant eurent de nombreuses contestations avec les moines de Saint-Serge (donations, retraits, accords divers, revendications nouvelles, etc.). La famille de Serrant est à l'origine du château de Serrant.
Selon Célestin Port, le fief de Serrant appartenait au Moyen Âge à une famille seigneuriale qui en portait le nom, puis passa au début du XIVe siècle à la maison de Brie par l'union de l'héritière Françoise de Serrant avec Jean II de Brie (on trouve aussi de Brée), probable fils de Jean Ier et Marguerite de Goulaine.

### Les Brie-Serrant
Dès le XIVe siècle, la famille de chevalerie de Serrant avait disparu et le domaine était passé par mariage dans la famille de Brie. (D'où le nom de Brie-Serrant).
En novembre 1481 (ou décembre 1480 et juin 1482), Ponthus de Brie, chambellan de Louis XI, fut autorisé par le roi à fortifier le Château de Serrant (il en reçut aussi la Roche-Serrrant à Savennières en janvier 1481).
En 1539, le fils aîné de Ponthus, Péan de Brie, dépêche l'architecte angevin Jean Delespine pour construire un corps de logis bâti autour d'un escalier à double volée contrariée, travaux qui sont continués par son propre fils Charles Ier de Brie, sire de Serrant et de La Roche-Serrant (La Roche-aux-Moines à Savennières), de St-Léger et des Essarts.
Il est aussi prévu deux ailes en retour, mais le propriétaire Charles, ruiné par ces travaux entamés en 1546 et aussi par un long procès contre les assassins de son demi-frère aîné (fils de la première femme de Péan ― sa cousine Jeanne de Mathefelon ― Madelon de Brie avait été tué le 6 janvier 1565 et Charles de Brie accusait de ce meurtre le procureur royal Jean Le Maçon, un descendant de Jacques Le Maçon, frère cadet du chancelier Robert et semble-t-il mari d'une Brie de Serrant), se trouve à court d'argent. Les travaux ne peuvent donc être achevés immédiatement.
Gilles de Brie laissa deux fils :
- Ponthus de Brie, chambellan du roi Louis XI, autorisé le 15 décembre 1480 par lettres patentes de ce prince à fortifier le Château de Serrant, qui continua la ligne directe des sires de Serrant, éteinte au XVIIe siècle
- François de Brie, seigneur de Saint-Léger, en Loudunois, qui épousa Marie de Pierres, dame de la Sorinière, et qui fut l'auteur de la deuxième branche.

La première branche, ou branche aînée, s’est alliée aux maisons de Vendôme, 1270; Goulaine, 1313 ; Serrant; Dreux; Courtet; Coesmes ; Maillé-Brézé; Giffart; Mathefelon; Surgères; Bois-Orcan ; Vassé; Beauveau-Tigny; Billy. La veuve et troisième épouse de Charles de Brie, Marguerite de Beauvau-Tigné (mère de Charles II de Brie, seigneur de La Motte-Serrant, père lui-même de Charles III : la branche aînée des Brie de Serrant disparaît sans laisser de traces au XVIIe siècle), doit céder le domaine par adjudication judiciaire en 1596 ou 1598 au banquier Scipion Sardini.
La deuxième, ou des seigneurs de la Sorinière, avec celles de Pierre; Sourdis-d'Escoubleau ; Mathefelon; Pantin de la Hamélinière ; Thomas; Cloteaux de la Voierie; Lux, 1651; Verteuil ; Genne ; Le Mercier.
La troisième, ou de la Bernardière, avec celles de Le Gay du Verger, 1686; Jammeron, 1714; Marest, 1744,.
La terre de Serrant vendue par les créanciers de la famille, fut adjugée judiciairement, en 1596, à Scipion Sardini, sur qui en fut fait retrait lignager, en 1603, par François de Maillard, seigneur de Bernay, en Montreuil-le-Chétif, tuteur de Madeleine et de Françoise, ses filles, et de feu Renée de Brie, héritière de leur aïeule Guillemette de Vassé, seconde femme de Charles de Brie. Elles revendirent de nouveau Serrant, en 1620, à Hercule de Rohan-Montbazon.
Les divers représentants de cette branche furent maintenus dans leur noblesse le 24 août 1667 par jugement de Daniel Voysin de La Noiraye, intendant de la généralité de Tours, et le 10 août 1715 par jugement de Bernard Chauvelin, également intendant de la généralité de Tours.
Alexandre de Brie-Serrant, fut connu  sous le titre de marquis de Brie-Serrant. Economiste distingué, il dissipa une grande fortune et mourut à Paris dans la misère en 1814, dernier de son nom. Jean-Antoine de Brie de Serrant, demeurant à Angers, avait fait en 1775 ses preuves de noblesse pour être admis à l'École militaire de La Flèche. Renée de Brie-Serrant épousa en 1601 Henri d'Auray; sa descendance, éteinte dans la première moitié du XIXe siècle, fut connue sous le nom de d'Auray De Brie.

## Principaux membres

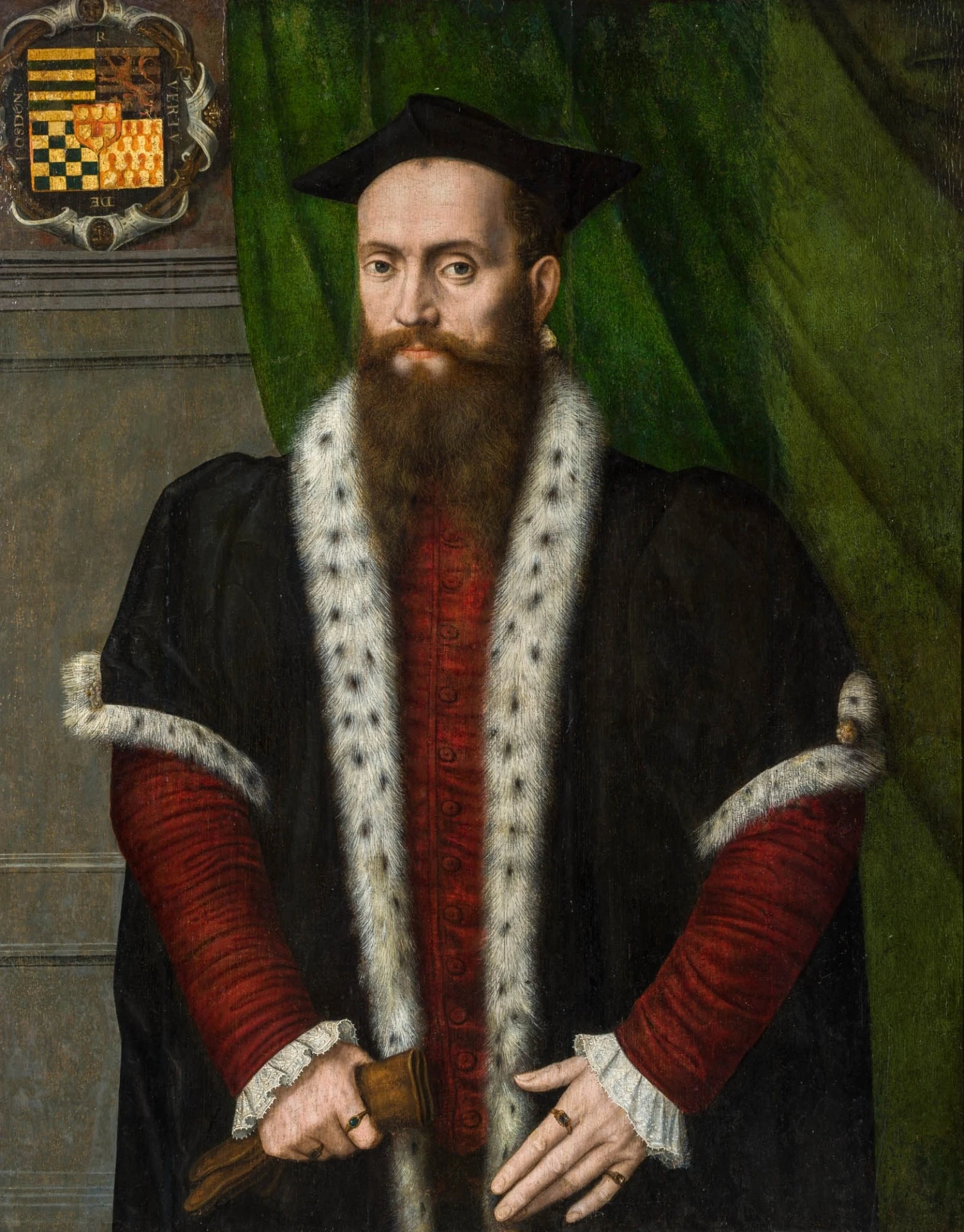
Portrait présumé de Charles de Brie-Serrant, entourage du peintre Gilbert II Vandellant, coll. part.

- Régnault de Brie, en grande considération à la cour de Louis IX. Chevalier, allié des Comtes de Boulogne, florissoit à la Cour de ce Prince, & en étoit très-connu. Il vivoit en 1270[15]. On lui donne pour femme Alix de Vendôme.
- Jean II de Brie, qui devint seigneur de Serrant, en épousant Françoise de Serrant.

Les différentes branches ont fourni : 
- à la profession des armes : 
  - Jean III de Brie, tué à la Bataille de Poitiers en 1356[12]. La maison de Brie-Serrant remontait selon Gustave Chaix d'Est-Ange par filiation suivie à Jean III de Brie, chevalier, seigneur de Serrant, qui avait épousé une fille de la Maison capétienne de Dreux.
  - Jean IV de Brie, participe au Siège de Compiègne avec Jeanne d'Arc en 1430[16]. C'est un proche de Gilles de Rais, seigneur de Chantocé, oqui le qualifie de son bien aimé cousin & compère.
  - Gilles de Brie, surnommé le fléau des Anglais, créé chevalier à la Bataille de Formigny, en 1450l, défenseur de Castillon, où il fut fait prisonnier[17].
  - Charles III de Brie, chevalier de l'Ordre du roi, capitaine de 50 hommes d’armes
  - Antoine de Brie, chevalier, seigneur de Douces, ancien capitaine au régiment de la Couronne, infanterie[12]
  - Jean de Brie[6], fils puîné de Ponthus de Brie et d'Anne de Mathefelon. Il fut seigneur de la Motte avant le 2 septembre 1524 et de la Girardière (Saint-Jean-sur-Mayenne)[18]. Il est qualifié capitaine du Mans dans tous les actes qui le mentionnent. La terre de la Motte-Serrant où il résidait souvent de 1542 à 1550, lui doit son surnom[19].
  - Guillaume de Brie, seigneur de la Motte-Serrant, capitaine de 50 hommes d'armes, est dit comme son père Jean capitaine du Mans, en 1572. Il fut un des partisans de la Ligue catholique et, le 20 juillet 1588, s'empara du Mans au nom d'Urbain de Laval Boisdauphin[6]. Denise de Billy, sa femme, se remaria à Charles de Jouvin et fit épouser Renée de Brie, sa fille, à François de Faudoas, seigneur de Sérillac, le 6 novembre 1592. Il est connu pour ses violences et sera condamné à mort en 1590.
- à l’Église : 
  - Auger de Brie, évêque d’Angers
  - Félix de Brie, abbé de l'Abbaye de Saint-Évroult[20]
- à la cour : 
  - Jean IV de Brie, bailli de Senlis, maitre d’hôtel et chambellan du roi Charles VII[12]
  - Alexandre de Brie-Serrant, reçu page du roi Louis XV en sa grande écurie, en 1762.
- dans les lettres : 
  - Magdelon de Brie est l'auteur d'un manuscrit conservé à la Bibliothèque Inguimbertine[21] de Carpentras : Oraison d'Isocrate, philosophe grec, intitulée Nicoclès, ou aultrement exhortation et sociale oraison, traduicte de grec en latin par noble adolescent Magdelon de Brye, enfant de la maison de Serrant en Engeou (sic); et depuis interprétée dudict langage latin en vulgaire françoys par Françoys Sagon de Rouen, secrétaire de l'abbé de Sainct-Eburoul. P. in-fol. de 29 f. vél[22].

## Héraldique
| Blason | Blasonnement : D'argent, à quatre fasces de sable, au lion de gueules brochant sur le tout. Commentaires : On peut voir ces armes dans l'abbaye de Saint-Georges-sur-Loire, aux châteaux de Serrant et de La Sorinière. On les voyait aussi autrefois à la Sainte-Chapelle du Palais à Paris, et dans l'église de Notre-Dame au bas du côté droit du chœur en dehors. |

## Filiation
Tableau généalogiquee,
- Jean II de Brie, (fils de Jean de Brie et de Marguerite de Goulaine)[8], épousa Françoife de Serrant, héritière de la branche aînée des Sires de Serrant en Anjou. C'est depuis cette alliance et par la possession du Château de Serrant, que la Maison de Brie a pris le nom de Brie-Serrant.
  - Jean III de Brie, chevalier, seigneur de Serrant. Il épouse Jeanne de Beu, dame de Saqueville, fille de Robert III de Beu. André Du Chesne, dans la Généalogie de la Maison de Dreux, dit que le couple n'eut point d'enfants et que les biens de cette dernière retournèrent à Pierre de Saguinville, son cousin; mais :
  - Auger de Brie, chevalier, après la mort de Jean III de Brie, comme son proche parent et son héritier, soit qu'il fut fon frère ou son cousin germain, fut mis en possession de la Terre de Serrant, que ses descendants ont conservée jusqu'en 1598. Il épousa Peronelle Courtet.
    - Raoul de Brie, chevalier, seigneur de Serrant, qui obtint sentence en sa faveur au Siège d'Angers le 23 mai 1386, pour un dépié de Fief[24] contre Perrin Guerif. Il est qualifié chevalier, dans un aveu rendu en 1409, par le Duc de Bretagne à René Ier d'Anjou dans lequel ce Prince dit : Premièrement Monsieur Raoul, Chevalier, me doit foi & hommage à cause de sa Terre de Serrant[25]. Il épousa Jeanne de Coësmes.
      - Jean IV de Brie, chevalier, seigneur de Serrant et de la Roche-Serrant. Il est qualifié[26] de maître-d'hôtel et grand-chambellan du roi Charles VII, par lettres-patentes du 4 novembre 1433, portant érection de la Terre de Serrant en Châtellenie, données par Gilles de Rais, seigneur de Chantocé, où il est qualifié de son bien aimé cousin & compère, JEAN DE BRIE, Chevalier, etc. Par d'autres lettres-patentes du 24 octobre 1437, données par René Ier d'Anjou, portant confirmation des précédentes & de ladite érection y contenue, ce Prince le qualifie d'amé & féal conseiller & Chambellan, etc. Par d'autres Lettres-Patentes du mois de Janvier 1437 (vieux style) portant confirmation des précédentes, données par Charles VII, ce Prince le qualifie de son amé & féal Conseiller & Maître-d'Hôtel, etc., et finalement par d'autres lettres-patentes du 14 juillet 1438, le même Monarque le qualifie encore de son amé & féal Chevalier, Conseiller-Chambellan, etc.. Il épousa Isabeau de Maillé de Brezé. Il acheta, en mai 1431, pour 5 044 royaux d'or, de Jean de La Haye, seigneur de La Salle, avec le consentement d'Yolande d'Anjou, la seigneurie et les terres de La Roche-au-Duc et de Souvigné[27].
        - Gilles de Brie, chevalier, seigneur de Serrant, défendit et soutint la Bataille de Castillon. Il fut fait Chevalier à la Bataille de Formigny en 1450, où il battit les Anglais commandés par le Général Talbot. Sa valeur lui fit mériter le surnom de Fléau des Anglois. Il rendit aveu de sa Terre de Serrant, le 3 août 1456, à André de Lohéac, Seigneur de Chantocé, Maréchal de France, de qui elle relevoit, & est qualifié de Chevalier dans cet acte. Il mourut peu de tems après. Suivant deux enquêtes faites, la première au Présidial d'Angers & la seconde au Parlement de Rouen aux mois de juillet et d'octobre 1499, Auger de Brie, Abbé de Saint-Évroult & Doyen du Mans, et deux autres du nom de Brie, tous trois frères dudit Gilles de Brie, déposent qu'ils étaient auprès de lui lors de sa mort, et qu'ils ont connoissance du testament qu'il fit en faveur de François, son second fils et leur neveu. Il avait épousé Anne[28] Giffart, Dame du Plessis-Giffart. Selon Louis Trinquant, il fut marié en seconde noces à Anne de Rougebec, veuve de Jean de Savonnières[29].
          - Ponthus de Brie, chevalier, seigneur de Serrant, fut Chambellan du Roi Louis XI, qui lui permit par lettres-patentes du 15 décembre 1480, et entérinées au Présidial d'Angers le 20 juin 1482 (dans lesquelles il le qualifie des on féal Conseiller Chambellan, etc., de faire fortifier le Château de Serrant. Louis XI lui fit donation et abandon, au mois de janvier 1481, de la Terre de la Roche-Serrant, ci-devant nommée la Roche-au-Duc, par lettres-patentes[30]. Il avait épousé Anne de Mathefelon, fille de Jean de Mathefelon et d'Isabeau de Brée[31], laquelle étant veuve donna lieu aux deux enquêtes ci-devant citées, par le procès qu'elle intenta, en qualité de tutrice, à François de Brie, son beau-frère, au sujet d'un don de 200 livres de rente au principal de 4000 livres, que lui avait fait Gilles de Brie, père de son mari, par son testament. Anne de Mathefelon est morte en 1517[31]. Ils ont 14 enfants[32]
            - Péan de Brie, chevalier, seigneur de Serrant, d'Assé, du Bois-du-Maine et de la Roche-Serrant (La Roche-au-Duc), qui termina, sous l'autorité de Félix de Brie, son oncle et son Curateur, avec François et Jean de Brie, son fils, ses oncle et cousin germain, par transaction du 29 juillet 1524, le procès qu'avait intenté à ces derniers Anne de Mathefelon, sa mère et tutrice. Il fut marié à Jeanne de Mathefelon, dame de Lancheneil, sa cousine; et 2° à Renée de Surgères. Pean, dès 1524, était bail naturel de Madelon et de François leurs enfants. Vers 1527-1530, Félix de Brie, et Jean de Brie, seigneur de la Motte, sont curateurs ordonnés en justice de nobles personnes Madelon et Françoise de Brie, leurs neveu et nièce[33]
              - 1re Magdelon de Brie, mort (tué, en 1566, à la sortie d'un bal, par le procureur du roi Le Maçon, à Angers) sans postérité de Renée Auvé. René Auvé se marie par la suite à Jean de Sourches, seigneur de Malicorne. Dans les aveux rendus à Magdelon de Brie pour son fief de Juvigné, en Ségrie, vers 1539, il est qualifié de seigneur de Lancheneil, Loiron, en la Mayenne, et de Clermont, en Ségrie[34].
              - 1re Françoise de Brie, épouse de François de Brée, puis de François du Reynier, 1560.
                - 1re François II de Brée, veuf de Catherine de Chauvigné, qui, veuve, convola avec Charles de la Blanchardaie, des seigneurs de l'Ile-Tison, vers 1560[6]. Mort sans enfants en 1559.
                - 2e Gabriel du Reynier. Il laissa veuve Claude de Bellucheau, avec des enfants, vers 1603. Dès 1595, le fief des Bois, en Assé-le-Riboul, après avoir appartenu à Madelon de Brie, est passé aux mains de Gabriel du Reynier, avec Clermont, Le Mont, La Cossonnière[34]

              - 2e Charles Ier de Brie, chevalier, seigneur de Roche-Serrant et d'Assé, est qualifié Chevalier de l'Ordre du Roi, dans l'hommage qu'il rendit de cette Terre le 15 janvier 1582, à François de France, duc d'Alençon, comte d'Anjou, de qui elle relevait[35]. Il devint Seigneur de Serrant après la mort de Magdelon de Brie, son frère aîné consanguin, et fut assassiné. Il avait épousé 1° Thierrie du Bois-Orcan, qui mourut sans enfants; 2° Guillemette de Vassé;  3° Marguerite de Beauvau-Tigny.
                - 2e Claude de Brie, chevalier, mort sans alliance
                - 2e Renée de Brie, femme de François Maillard, seigneur de Bernay
                - 2e Claudine de Brie, qui fut Demoiselle de la Reine Louise de Lorraine-Vaudémont et mourut aussi sans alliance à la suite de cette princesse à l'âge de 18 ans[36]
                - 2e Marquise de Brie, femme d'Annibal de Gautier, seigneur d'Aussigné
                - 3e Charles II de Brie, chevalier, seigneur de la Roche-Serrant, eut d'abord pour Curateur, ainsi que Marie, sa sœur, René de Brie de la Motte, leur cousin issu de germain, qui fut déchargé de cette charge par Arrêt du Parlement de Paris du 7 mai 1598, d'après lequel il intervint Sentence au Siège d'Angers le 11 décembre 1598, qui leur nomme pour Curateur François de Brie, seigneur de la Chauvière, qui prêta ferment en ladite qualité au même Siège le 23 janvier 1599, avec protestation et réserve d'appeler de la dite nomination, attendu que le dit Sieur de Brie de la Motte, qui était héritier présomptif des dits mineurs, avait été mal-a-propos déchargé, sans que la Cour en fut instruite.
                  - Charles III de Brie, chevalier, seigneur de la Roche-Serrant

            - Jean de Brie[6], auteur de la branche de la Motte, issue de celles des seigneurs de Serrant. Il fut seigneur de la Motte avant le 2 septembre 1524 et de la Girardière (Saint-Jean-sur-Mayenne). Il avait pour femme Étiennette de Princé.
              - Renée de Brie, épouse de René Bréhier, seigneur de Martigné (Avessé). Quoique, dans son épitaphe[37], Renée soit dite sa fille unique, il est certain pour l'Abbé Angot que ce n'était pas le cas, car Guillaume de Brie fut propriétaire des terres qu'avait possédées Étiennette de Princé : les Essarts, Mault, etc. Elle mourut à Angers le 28 janvier 1568.
              - Guillaume de Brie, seigneur de la Motte-Serrant, capitaine de 50 hommes d'armes, est dit comme son père Jean capitaine du Mans, en 1572. Il fut un des partisans de la Ligue catholique et, le 20 juillet 1588, s'empara du Mans au nom d'Urbain de Laval Boisdauphin[6]. Denise de Billy, sa femme, se remaria à Charles de Jouvin.
                - Renée de Brie, épouse de François de Faudoas de Sérillac. La vente de la terre de la Motte et de la seigneurie de Montflours par François de Faudoas et Renée de Brie, à Madelon du Bellay, eut lieu le 26 mars 1624, à Paris, pour 40.000 ₶. Il fut stipulé que les deniers en provenant, et qui étaient de la dot de Renée de Brie, seraient employés à l'acquisition de la terre de Juillé, près Beaumont-le-Vicomte[6].

            - Marie de Brie, épousa Jean III Morin de Loudon, seigneur de Loudon
              - Henri Morin de Loudon, seigneur de Loudon et du Tronchet, époux de Suzanne Le Conte de Nonant
                - Elisabeth Morin de Loudon, épouse de François Prévost de La Boutetière

          - François de Brie-Serrant, auteur de la branche de la Sorinière, issue de celles des seigneurs de Serrant, chevalier, eut de son père un don de 200 livres de rente que la veuve de Pontheus de Brie, son frère aîné lui disputa. Il épousa Marie de Pierre, dame de la Sorinière
            - Jean Ier de Brie-Serrant, chevalier, seigneur de la Sorinière et de Fesle, avait présenté requête  le 25 février 1540 à Péan de Brie, son cousin issu de germain, pour qu'il lui fut permis de vendre certains héritages dont l'interdiction avait été adjugée à la requête du dit Péan, d'après laquelle intervint transaction du 13 mai 1567 qui lui adjugea sa demande. Il mourut peu de temps après. Il fut marié, 1° en 1517, à Francoise de Mathefelon, sa cousine; et 2° en 1540 à Catherine Panthin, dame de la Hamelière et de Landemon
              - 1re René de Brie-Serrant, chevalier, seigneur de la Sorinière et de Fesle qui, de Marie de Vaugirault[38], n'eut que des filles.
                - Renée de Brie, mariée à Michel d'Escoublant
                  - Marie d'Escoublant, épouse de François du Verdier de La Sorinière, et qui lui a apporté en dot la Terre de la Sorinière et les autres biens de sa branche[39].

              - 2e René de Brie-Serrant, chevalier, seigneur de la Chapelle et de la Motte, fut nommé Curateur des enfants de Charles Ier de Brie, chevalier, seigneur de Sarrant, son cousin issu de germain, et de Marguerite de Beauvau-Tigny, sa troisième femme, lors du   décret de la Terre de Serrant en 1598. Il s'en fit décharger par Arrêt du Parlement de Paris du 7 mai 1598. Il épousa Claire Thomas, fille de N... Thomas, écuyer, et de Pauline de Saint-Aignan, et sœur de Philippe Thomas, demoiselle. Il fut nommé Tuteur & Gardien-noble de ses enfants, suivant un partage noble fait entre lui d'une part audit nom, & sa belle-sœur d'autre part, des biens de la succession de la dite Pauline de Saint-Aignan, leur mère et aïeule.
                - Jean II de Brie-Serrant, chevalier, seigneur de la Chapelle et de la Motte, avait épousé (suivant un acte du 23 décembre 1609), Renée Cloteau, dame de la Voyerie et de la Meuse, fille de René Cloteau et de Jacquette Vinette
                  - François de Brie-Serrant, chevalier, seigneur de la Houssaye, qui épousa, par contrat passé le 14 août 1651 devant Aubreau, Notaire à Saumur, résidant à Gresillée, Marie de Lux, Dame de Vantelet, fille de Louis de Lux, chevalier, seigneur de Vantelet, Maître d'Hôtel ordinaire du Roi et Ecuyer ordinaire de sa Grande-Ecurie, et de Marie Mérault.
                    - Antoine de Brie-Serrant, chevalier, seigneur de Douces en Anjou, épousa Perrine le Mercier
                      - N. de Brie-Serrant, chevalier
                      - N. de Brie-Serrant, chevalier
                      - N. de Brie-Serrant, chevalier
                      - N. de Brie-Serrant, chevalier, ancien Capitaine au Régiment de la Couronne, Infanterie, et Chevalier de l'Ordre de Saint-Louis, marié

                    - N. de Brie-Serrant, surnommée de la Barangerie, qui s'allia a N. de Verteuil
                    - François de Brie-Serrant, auteur de la branche de La Bernardière et de Fourneux (un manoir à Dampierre), chevalier, seigneur de La Bernardière, a épousé, par contrat passé devant Garreau, Notaire à Montfaucon, le 11 juin 1686, Anne le Gay-du-Verger, Dame de la Bernardière
                      - François-Antoine de Brie-Serrant, chevalier, seigneur de La Bernardière et de Fourneux. Il s'est marié, par contrat passé le 24 décembre 1714, devant Roberdeau, Notaire à Beaufort, à Louise Jammeron.
                        - Joseph-François-Antoine de Brie-Serrant, chevalier, seigneur de La Bernardière et de Fourneux. Né le 15 Janvier 1718, et baptisé en l'église de Dampierre, chevalier, seigneur de la Bernardière et de Fourneux, qui s'est marié, par contrat passé le 18 janvier 1744, devant Nourry & Teslot, notaires à Laval à Agathe-Renée Marest.
                          - Clément-Alexandre de Brie-Serrant

                  - N. de Brie-Serrant, qui fut mariée à N. de Gennes
                  - N. de Brie-Serrant, femme de N. de Malineau

                - Jeanne de Brie-Serrant, demoiselle

              - 2e Jacques de Brie-Serrant, chevalier, mort sans alliance
              - 2e N. de Brie-Serrant, mariée à N...... Lancelot, chevalier, seigneur de la Mabilière, suivant un partage passé devant Simon, notaire, en 1583

            - Françoise de Brie-Serrant, qui fut mariée à N. de Sourdis d'Escoubleau

          - Félix de Brie, qui succéda à Auger de Brie, comme Abbé de Saint-Évroult
          - Marie de Brie, femme de Félix de Savonnières,
            - Jean de Savonnières, époux de Olive de Mathefelon

        - Auger de Brie, évêque administrateur d'Angers
        - Marie de Brie, épouse de Jean III de Chivré, seigneur du Plessis-Chivré, d'Igné, de la Roërie, de la Touche, etc

## Épitaphes et poèmes
Un grand nombre de sépultures et de tombeaux des sieurs de Serrant se trouvaient en l'abbaye de Saint-Georges sur Loire, certaines furent relevées par Gaignières et se trouvent soit à la BNF soit à la Bodléian. Les tombeaux, érigés en 1497 par Jean II de Brie, s’élevaient dans une chapelle de l’abbaye de Saint-Georges sur Loire, avec leurs épitaphes. C'est ce qui explique les anomalies de costume, pour les siècles pércédents. Le poète François de Sagon fut secrétaire de Félix de Brie. Il composa des Epitaphes en vers français de la famille de Brie de Serrant. François Grudé (La Croix du Maine) indique dans sa courte notice consacrée au poète 
« Il a composé, dit-il, tous ou la plus grande partie des épitaphes qui se voient en la chapelle du château de Serrant en Anjou, à trois lieues d'Angers, faits en l'honneur des sieurs dudit Serrant, surnommés de Brie, qui est une fort ancienne et très noble maison. » »
Dans ses Remarques sur la Vie de Guillaume Ménage, Gilles Ménage a placé un chapitre intitulé «Sommaire de la généalogie de la maison de Brie», moitié prose, moitié vers. On y trouve un exposé généalogique, suivi d'épitaphes en vers français de dix syllabes, chacune d'elles ayant de quinze à seize vers. Elles sont au nombre de onze, cinq pour les hommes de cette maison, cinq pour les femmes qu'ils ont épousées, et une pour le fils de Gilles de Brie et Anne Giffard, nommé Ponthus de Brie.
Chaque monument dans l'abbaye de Saint-Georges sur Loire se situait contre un mur, composé d'un socle sur lequel étaient agenouillés deux personnages du XVe siècle ou XVIe siècle, un chevalier et une dame. Au-dessus d'eux une arcade engagée dans la muraille. Ces portraits de la famille de Brie conservés soit par la peinture, soit par la sculpture, n'existaient plus depuis longtemps déjà lorsque l'église a été elle-même détruite. Le texte des épitaphes a seul été conservé. L'épitaphe d'Anne de Mathefelon n'existait pas au bas de son portrait, mais elle a été trouvée dans les Heures de Madame d'Hauteville, données par elle à sa fille Isabeau de Brée, femme de Matefelon, laquelle les donna à sa petite-fille Marie de Brie, femme de Monsieur de Loudon.
| Membre de la famille                      | Blason dessiné | Image | Epitaphe |
| ----------------------------------------- | -------------- | --- | --- |
| Jean III de Brie                          | [ 47 ]         | | Je feûs qui suis en Chronique autentique, Dit Jean de Brie, extrait de ligne antique; De mainte guerre ayant eu la soufrance Sous Jehan, premier de ce nom, Roy de France ; Pris des Anglois; & moy par eux occis; L'an mil trois cent avec cinquante & six; Un premier jour de semaine en Septembre Dix neufviesme ; ainsi qu'on se remembre; Quand on veut veoir les Guerres d'Aquitaine, Où je mourus ; comme un bon Capitaine; Pres de Poitiers, au champ de Maupertuys. Lors à l'esprit, du Ciel fut ouvert l'huys: Et mon corps mis en l'habitacle, ou estre, Des Jacobins de Poitiers, au Clouestre; Dont ce pourtrait vous donnera mémoire De prier Dieu : du tout luy donnant gloire. |
| Jeanne de Beu                             | [ 47 ]         | | Et je, qui feûs Jeanne de Dreux nommée, De Maison noble, antique, & renommée, Trois ans après le mortel accident De mon espoux qui cy est, fuz sommée D'aller apres, pour joye consommée Avoir de Dien, sur les Cieux résident. Adonc mourus au regret évident De ceux qui n'ont l'esprit, pour bien comprendre Que mort mortelle en liberté fait tendre L'ame immortelle, abandonnant le corps, Forte prison de l'esprit, sous chair tendre. Donc, Viateur, si pour un peu attendre Ne peulx entendre ; obstant les tiens discords De l'ame & corps : au moins soyez records, Que par accords faut tous devenir cendre, Et compte rendre au Dieu misericords. |
| Auger de Brie                             | [ 49 ]         | Tombeau d'Anger de Brie et de Peronnelle Courtet à l'abbaye St-Georges                                                                          | Homme mortel, qui ne vis qu'en danger; En me voyant, pense à la mort de Auger, Qui fuz de Brie, & de Jehan premier fils. D'honneur jadis mon nom premier feiz Sous les trois Roys: Charles Quint, & Sixiesme, Et Jean Premier: dont l'un, l'autre, & troisiesme, Pour m'avoir veu estre à cheval heureux, M'eflent, & feit Chevalier valeureux. Auquel estat jeûz autant de bon bruit, Que flamme, ou feu, qui dessous charbon bruit. Mais Atropos, meurtrière des humains, Ayant envie aux biens qu'avois en maintz, Me vint saisir & navrer devant aage, L'an mil trois cent; & quatre davantage Sur quatre-vingts. Plaise au céleste Roy Me recevoir de son ordre & arroy. |
| Peronelle Courtet                         | [ 49 ]         | Tombeau d'Anger de Brie et de Peronnelle Courtet à l'abbaye St-Georges                                                                          | Je fus nommée en droit nom Perronelle, Et en surnom Courtet : noble de race. A cest Auger perdy ma tres bonne esle. Elle print vol au Ciel: dont fuz bien lasse. Las! cependant qu'en son dueuil me deslasse, Des la semaine on mort l'avoit surpris, Pris fantaisie d'aller au haut pourpris; Pour prix avoir, Monde & Mort postposant; Osant d'esprit, & de cœur bien appris Priser la Mort, l'ame en repos posant: Posant ce cas celle qui tout renverse Verse mon corps, dont l'ame se départ : Départ mortel rend à chacun sa part. A part les met. Car de la chair diverse Ver se nourrit, & l'ame au Ciel traverse. Vers ce Dien seul amour grande se part. |
| Raoul de Brie                             | [ 51 ]         | Tombeau dans l'église de l'abbaye de St-Georges, il est de Raoul de Brie et de n.. de Coesme sa femme                                           | Si le rachapt de la mort temporelle Estoit payé, comme autres, en deniers ; Ou si richesse & vertu corporelle Faisoit mourir les plus forts les derniers: Où s'on vivoit en ces régions basses Plus longuement, pour avoir plus de graces: Je Raoul de Brie, & premier fis d'Auger, Eusse évité pour un temps le danger Où je fus pris par la mort devant aage: Et eusse esté au monde davantage Que n'a permis cette mortelle mort: Qui n'a esgard au noble, ny au fort: Au riche; au pauvre ; à l'imprudent, ou sage. Donc puisqu'à tous esgal est son passage, Vous, qui verrez mon portrait en ce lieu, Plaignés ma mort, & donnés gloire à Dieu. |
| Jeanne de Coësmes                         | [ 51 ]         | Tombeau dans l'église de l'abbaye de St-Georges, il est de Raoul de Brie et de n.. de Coesme sa femme                                           | Mort qui finit la vie à tout vivant, M'a cy enclose apres mes jours extresmes. Au monde eûs cœur ; l'amour de Dieu suivant; Et mon prochain aymé comme moy-mesme : Le nom portay de la Maison de Coefmes: Et fus espouse à Raoul de Serrant; Tout à son gré ma liberté serrant, Pour en deux corps voir un esprit conforme. Mais par la mort qui va tout desserrant , Sous terre suis : tu n'as cy que ma forme. O donc, Lecteur, ou Viateur passant, Arreste : & va ces trois vers prononceant; Tant par l'esprit que masse corporelle: Dieu éternel tout bien recompensant, Joint à ces deux , en les réunissant, Vie sans fin, apres la naturelle. |
| Jean IV de Brie                           | [ 53 ]         | Tombeau dans l'église de l'abbaye de St-Georges, il est de Jean de Brie maistre d'hostel du Roy, mort en 1441 et de Isabeau de Mailley sa femme | Jehan fus nommé : grace du nom approche : Dont je servis Charles, Roy sans reproche : Qui, au secours de son florissant Lys Me feit mener Gendarmes à Senlys: Où je donnay aux Anglois connessance Que vault & peut la Françoise puissance, Quand elle assault son ennemy mortel. J'en fuz Bailly. Je fuz Maistre d' Hostel Du mesme Roy: & puis, Son Chambellan. En tel honneur vivant, mourus en l'an Mil quatre cent quarante, un davantage; Au grand regret de tout mon parentage. Or Suis-je mort. Mais afin qu'il souviengne De mes labeurs, j'eus l'assault à Compiegne, Dont les Anglois nos ennemis chassay, Levant leur Siège : & puis je trespassay. |
| Isabeau de Maillé de Brezé                | [ 53 ]         | Tombeau dans l'église de l'abbaye de St-Georges, il est de Jean de Brie maistre d'hostel du Roy, mort en 1441 et de Isabeau de Mailley sa femme | Nature avoit par sa création Formé le corps, dont je suis portraiture. Ce corps a pris, par mort, corruption, Pour fin suivant les effets de Nature : L'esprit ayant de vertu l'ornature, Abandonnant le corps fouz le tumbeau, Pour rendre vive une morte Ysabeau: Dont l'esprit vif & le corps eurent grace; L'un d'estre sage, & l'autre d'estre beau: Avec l'honneur d'avoir surnom & place En la Maison de Mailley, noble race, Lorsqu'icy bas l'un par l'autre vivoit. Or a l'esprit tout ce qu'il poursuivoit : Puisqu'aprês mort des cieux par grace hérite: Et le corps mort la rend, comme il devoit, Morte en nature, & vive par mérite. |
| Gilles de Brie                            | [ 55 ]         | Tombeau dans l'église de l'abbaye de St-Georges, il est de Gilles de Brie mort en 1454 et de n. Giffard sa femme morte en 1460                  | Nature a fait entre les biens fragiles, Le bien de vie estre plus incertain. Icy le monstre un chef de Serrant, Gilles, Jadis pourveu de cœur noble & hautain. Prisonnier fut en païs non loingtain; Mais deffendant Chaftillon en Bourgongne. Lorsque Talbot recent honte & vergongne De son fils mort & de ses gens deffaits, GILLES DE BRYE, au fort de la besongne, Pour France y feit de chevalureux faitz. Là on le vid à outrance combattre, L'an quatre cent mil & cinquante-quatre. Estant navré, prisonnier on le prit: Ranson paya, sans icelle debattre : Et tost après la Mort le vint abattre, Pour eslever en gloire son esprit. |
| Anne Giffart                              | [ 55 ]         | Tombeau dans l'église de l'abbaye de St-Georges, il est de Gilles de Brie mort en 1454 et de n. Giffard sa femme morte en 1460                  | Au gré d'amour de droit divin permis, Veins de Bretagne en Angeou mary prendre: Qui eut ma foy, mon corps, & cœur promis : Tant qu'en ce monde on ne ne m'en sceut reprendre. Si davantage on veut de moy apprendre, Feus par mon père un surnom de Giffard. Et ne portay odeur soesve, ny fard, Pour contenter, ou parer ma chair vile : Mais à l'esprit je la rendis servile, Et mon esprit Submis à la raison. Avec raison je feus longue saison En la Maison de Serrant fort puissante. Je la laissay sous Ponthus florissante, Quand Dieu voulut que mortelle poison Feit la mienne ame yssir de la prison; L'an de Salut mil quatre sent soixante. |
| Ponthus de Brie                           | [ 57 ]         | Ponthus de Brie et Anne de Mathefelon | L'heur de fortune en haut me fit lever. Nature aussi m'a fait noble approuver: Dont gloire humaine au monde ay recouverte. Mais Mort; pour l'une et l'autre treuver; Comme le vent de l'automne en hyver Fait choir la fueille en esté toute verte; Ma chair sous terre en Fevrier a couverte Tiers jour du mois : jour suivant Blaise Martyr. O donc, Lecteur, pour de moy t'avertir, J'eus nom PONTHUS; de vie tant loyalle, Que fus par Lettres et par grace Royalle Du Roy Louis Unziesme Chambellan. Dedans Serrant ma Lettre en garde l'en . Pour démontrer la chose véritable, De mil cinq cent, ôte trois, sera l'an |
| Anne de Mathefelon                        | [ 61 ]         | Ponthus de Brie et Anne de Mathefelon | Anne me nomme, et mon propre surnom, Très ancien, fust de Mathefelon, Dont mon ayeul porta pleine bannière Après la mort de Juhel, son bon père, Aussy de Pierre estant sieur de Durtal Et Mathefelon, quand d'accident fatal, Mil trois cens six et nonante, en Hongrie, Les cruels Turcs leur ostèrent la vie. Dès lors, ainsi qu'au plus proche et habille Qu'autre du sang, ou le fils d'une fille, Qui fut Jehan dit Larchevesque, et seigneur De Parthenay, l'on adjugea l'honneur Nous compéter au port de pleines armes, Pour éviter entre parens alarmes. Or je fus fille unique, mariée Par Jehan, mon père, et Ysabeau de Brée, Qui fut ma mère, au seigneur de Serrant, Ponthus de Brye, en honneur florissant, Dont eus six fils, et huict filles aussy. Et puis après que par mort fust transy, Vingt ans, peu moings, veuve je demouray Par grand vertu, et souvent le plouray A la Mothe et à Serrant et Assé, Où, mil cinq cens dix et sept, trespassé. |
| Péan de Brie                              |                | Péan de Brie | |
| Jeanne de Mathefelon et Renée de Surgères |                | Péan de Brie | |
| Madelon de Brie                           | [ 66 ]         | Madelon de Brie | |
| René Auvé                                 | [ 66 ]         | N. de Brie | |
| Antoine de Brie                           | [ 68 ]         | Antoine de Brie | Plaque gravée et peinte |